# Dunai-Tardenoisi kultúra
A Dunai-Tardenoisi kultúra mezolitikus kultúra i. e. 6000 körül. Leletek: rendkívüli kis méretű pengék, vakarók, az első sarlók, magas növények begyűjtéséhez használt kések.
Sződliget és Vác határában a közvetlenül a Duna partján húzódó alacsony dombvonulaton mezolitikus telep. Sátoralap és tűzhelyek.
Posztgravetti (a jégkorszak után továbbra is itt élők kultúrája) és a mai Lengyelország területén kifejlődött swideri kultúra hatása.